# Roesten (gedrag)
Roesten is het slapen in een kolonie door vogels of vleermuizen. Veel dieren hebben hiervoor een vaste roestplaats, waar honderden soortgenoten bij elkaar komen. Over het algemeen wordt de term 'roesten' niet gebruikt als vogels of vleermuizen solitair of in gezinsverband slapen.

## Voordelen
Het rusten in een zo groot mogelijke groep biedt als voordeel dat er weinig risico bestaat om in de slaap verrast te worden door roofdieren en andere natuurlijke vijanden. Een grote groep schrikt potentiële aanvallers af en bovendien worden ze eerder door half wakende groepsleden opgemerkt. Net als bij scholen vissen maakt het het voor roofdieren moeilijker om zich op één prooidier te concentreren. Door dicht op elkaar te zitten houden soortgenoten elkaar warm, wat een groot voordeel is wanneer de temperatuur 's nachts daalt.

## Roestplaats
Roestplaatsen als bomen en elektriciteitsdraden bieden een goed uitzicht op de omgeving. Veel vleermuizen en sommige vogelsoorten roesten juist op een beschutte plek, zoals in een grot of een boomholte. Zwaluwen en veel andere vogels roesten in lage begroeiing, een roestplaats die zowel beschutting geeft als een goed zicht op de omgeving. Vogels die gewend zijn geraakt aan de aanwezigheid van de mens rusten in grote aantallen in dichtbevolkte steden, bekende voorbeelden hiervan zijn huismussen en spreeuwen. Dieren met weinig natuurlijke vijanden roesten meestal in kleinere aantallen.
Sommige dieren hebben een roestplaats die ze het gehele jaar door gebruiken. Migrerende dieren, zoals trekvogels en vleerhonden, hebben er meerdere. Vogels hebben in hun broedgebied vaak kleinere roestplaatsen dan in hun overwinteringsgebied, aangezien ze meer aandacht aan hun jongen besteden en de kolonies derhalve kleiner zijn.